# Euphyia adornata
Euphyia adornata är en fjärilsart som beskrevs av Achille Guenée 1858. Euphyia adornata ingår i släktet Euphyia och familjen mätare. Inga underarter finns listade i Catalogue of Life.